# Стейнс, Майк
Майкл «Майк» Лоуренс Стейнс (англ. Michael "Mike" Laurence Staines; род. 30 мая 1949, Гилфорд) — американский гребец британского происхождения, выступавший за сборную США по академической гребле в 1970-х годах. Серебряный призёр летних Олимпийских игр в Монреале, победитель и призёр многих регат национального значения.

## Биография
Майк Стейнс родился 30 мая 1949 года в городе Гилфорд графства Суррей, Великобритания.
Занимался академической греблей во время учёбы в Корнеллском университете в США, состоял в местной гребной команде, неоднократно принимал участие в различных студенческих соревнованиях, в частности в 1971 году находился в университетской восьмёрке, выигравшей традиционную регату Межуниверситетской гребной ассоциации (IRA). Позже проходил подготовку в лодочном клубе «Веспер» в Филадельфии.
Дебютировал на взрослом международном уровне в сезоне 1971 года, когда вошёл в основной состав американской национальной сборной и выступил на Панамериканских играх в Кали.
Благодаря череде удачных выступлений удостоился права защищать честь страны на летних Олимпийских играх 1972 года в Мюнхене — стартовал здесь в зачёте распашных рулевых двоек, но сумел квалифицироваться лишь в утешительный финал B и расположился в итоговом протоколе соревнований на 11 строке.
Находясь в числе лидеров гребной команды США, благополучно прошёл отбор на Олимпийские игры 1976 года в Монреале — на сей раз в программе безрульных двоек вместе с напарником Кэлвином Коффи финишировал в главном финале вторым, пропустив вперёд только экипаж из Восточной Германии, и тем самым завоевал серебряную олимпийскую медаль.
После монреальской Олимпиады Стейнс больше не показывал сколько-нибудь значимых результатов в академической гребле на международной арене.
Был женат на американской гребчихе Лауре Стейнс, тоже участвовавшей в Олимпийских играх в Монреале. Тем не менее, позже они развелись.